# Балтийские тигры

Здание в Эстонии

Балти́йские ти́гры — условное наименование государств стран Балтии (Эстония, Латвия, Литва) в период их экономического бума (с 2000 по 2006 год) («экономическими тиграми» называют экономики стран, демонстрирующих очень высокие темпы экономического роста). После мирового экономического кризиса 2008 года, нанёсшего тяжёлый удар по экономике и финансовой системе стран Балтии, термин «Балтийские тигры» по отношению к экономикам этих стран более не используется.

## Характеристика
В 2006 году ВВП Эстонии вырос на 11,2 %, Латвии — на 11,9 %, Литвы — на 7,5 % по сравнению с предыдущим годом. В то же время одной из негативных характеристик экономического роста стран Балтии являлся возрастающий дефицит по текущим операциям.
Страны Балтии вошли в Евросоюз в мае 2004 года. На 2010 год был запланирован переход этих государств на евро. На момент вступления в Евросоюз среднедушевой доход здесь был значительно ниже, чем в среднем по ЕС (в Литве — 47 % от среднего уровня ЕС), и имелись большие надежды, что проводимая политика позволит если не достичь, то хотя бы приблизиться к этому уровню.
В декабре 2009 европейское статистическое бюро Eurostat сообщило, что, если бы не кризис, Литва по ВВП на душу населения уже догоняла бы Евросоюз. Валовой внутренний продукт (ВВП) Литвы на душу населения по паритету покупательной способности в 2008 году составил 62 % от среднего уровня ЕС. Это больше, чем в Польше, но на 5 % меньше, чем в Эстонии. ВВП Польши на душу населения составлял 56 % от среднего уровня ЕС, Латвии — 57 %, Эстонии — 67 %..
Однако затем последовало значительное падение темпов роста, вплоть до сокращения ВВП: «По данным Еврокомиссии, в настоящее время некоторые страны ЕС уже находятся в стадии рецессии — в частности, рецессия началась в Эстонии и Латвии» — спад ВВП в Литве составил 16,8 %. По итогам 2009 года все три Балтийские страны оказались в пятёрке худших стран мира по динамике ВВП.
В 2008 году уровень безработицы в странах Балтии превысил средний по ЕС — в Латвии он за год (декабрь 2007 — конец декабря 2008) вырос с 5,7 % до 10,4 %, в Эстонии — с 4,1 % до 9,2 %, в Литве с — 4,3 % до 8 %. Летом 2009 года наиболее высокий уровень безработицы был зафиксирован в Латвии (17,2 %) и Эстонии (17 %) (средний уровень безработицы в зоне евро в июне 2009 г. вырос до 9,4 %).

## Статистика

### Годовой рост ВВП
|                                       | 2000   | 2001  | 2002  | 2003   | 2004  | 2005   | 2006   | 2007   | 2008  |
| ------------------------------------- | ------ | ----- | ----- | ------ | ----- | ------ | ------ | ------ | ----- |
| Эстония                               | 10.8 % | 7.7 % | 8.0 % | 7.2 %  | 8.3 % | 10.2 % | 11.2 % | 8.0 %  | 6.0 % |
| Латвия                                | 6.9 %  | 8.0 % | 6.5 % | 7.2 %  | 8.7 % | 10.6 % | 11.9 % | 10.5 % | 6.2 % |
| Литва                                 | 4.1 %  | 6.6 % | 6.9 % | 10.3 % | 7.3 % | 7.6 %  | 7.5 %  | 8.0 %  | 6.5 % |
| Data from International Monetary Fund |        |       |       |        |       |        |        |        |       |

| Эстония | 7.2 %  | -3.6 % | -13.7 % |
| Латвия | 10.0 % | -4.6 % | -17.8 % |
| Литва | 8.9 %  | 3.0 %  | -16.8 % |
| Data from Книга Фактов ЦРУ/Эстония Архивировано 7 апреля 2009 года.Книга Фактов ЦРУ/Латвия Архивная копия от 16 августа 2011 на Wayback MachineКнига Фактов ЦРУ/Литва Архивная копия от 13 мая 2020 на Wayback Machine |        |        |         |

### ВВП на душу населения
Международный доллар (ППС).
| Эстония                               | 10,012 | 11,080 | 12,228 | 13,443 | 15,027 | 17,133 | 19,692 |
| Латвия                                | 7,889  | 8,777  | 9,583  | 10,555 | 11,864 | 13,619 | 15,806 |
| Литва                                 | 8,697  | 9,565  | 10,440 | 11,806 | 13,097 | 14,631 | 16,373 |
| Data from International Monetary Fund |        |        |        |        |        |        |        |

## Причины и предпосылки кризиса
Основной причиной экономического кризиса в балтийских странах стал резкий приток спекулятивного капитала из банковских систем западных стран, в особенности Швеции, США, Германии и др. и крайне либеральная система кредитования населения. Получая кредиты от западных банков, население Латвии, например, тратило их в основном на покупку импортных же товаров в массово открывающихся гипермаркетах, также принадлежащих зарубежным компаниям. В результате выдававшиеся кредиты практически немедленно уходили обратно за границу. Отрицательный торговый баланс увеличивался и вынуждал правительства стран Балтии занимать всё больше денег за рубежом. Внешний долг резко возрос, достигнув в Латвии 160 % ВВП.
Кроме потребления, другим популярным средством вложения кредитов стали спекуляции на рынке недвижимости, куда устремился более крупный спекулятивный капитал. О неоправданном росте цен на недвижимость ещё в докризисный период свидетельствовало хотя бы быстрое сокращение численности населения тех городов, в которых спекулятивный бум был наиболее заметен. Кроме того, балтийский экономический бум проходил на фоне отсутствия роста энергопотребления, что ещё раз подчёркивало его спекулятивный характер. Когда стало очевидно, что за спекуляциями не стоит реальный спрос, последовал обвал цен на рынке жилья. По сравнению с пиковыми ценами на жильё, которые были зафиксированы в 2007 году, к концу 2011 года больше всего цены на квартиры упали в Риге — на 58,8 %, в Вильнюсе — на 39,2 %, в Таллине — на 36,6 %.
Резко возросла инфляция (до 12—19 %) и безработица (до 20 %), которая больше всего ударила по русскому и русскоязычному населению, среди которого выше доля занятых в частном секторе и ниже — в госаппарате. В результате кризиса темпы эмиграции населения стран Балтии резко возросли. Так, число выезжающих из Литвы в одном только 2010 году достигло 83,1 тыс. чел., в 2011 — 54,3 тыс..
2021 г. — последствия мирового энергетического кризиса. 
В 2023 году Прибалтика, продолжила снижать спрос на газ (в 2022 г. власти трех прибалтийских стран запретили импорт российского газа) — в Литве объём потребления упал на 50 % и составил 1,36 млрд кубометров, далее по снижению потребления идет Латвия (37 % - до 739 млн) и Эстония (36% - до 303 млн кубометров).

## Демографическая составляющая
Кроме этого, немаловажным является и тот факт, что население всех трёх Балтийских стран находится в стадии интенсивного сокращения ещё с начала 1990-х годов, что объясняется как естественной убылью, так и миграционным оттоком. К примеру, население Риги сократилось на 23 % за период с 1991 по 2011 год. Это, в свою очередь, ведёт к увеличению нагрузки на бюджет со стороны лиц пенсионного возраста. В таких условиях сохранять высокие темпы роста внутреннего потребления и производительности труда математически невозможно.